# Howard McGhee
Howard McGhee (Tulsa, 6 marzo 1918 – New York, 17 luglio 1987) è stato un trombettista statunitense, uno dei primi trombettisti bebop, con Dizzy Gillespie, Fats Navarro e Idrees Sulieman.

## Biografia
Howard McGhee è nato a Tulsa, Oklahoma, e cresciuto a Detroit, Michigan. Nel 1942, McGhee iniziò a suonare con Charlie Parker. Due anni dopo, decise di non suonare più nelle big band, in quanto ritrovava maggiore ricchezza artistica esibendosi in piccoli gruppi. Entrò nella band di Coleman Hawkins e si stabilì a Los Angeles. Nel 1949, gli venne assegnato il premio DownBeat Readers Poll. Durante la sua carriera, ha suonato nelle band di Andy Kirk. Considerato uno dei fondatori del bebop, alla fine degli anni quaranta ottenne un notevole successo a seguito di concerti tenuti nei più prestigiosi teatri e club di quel periodo. Miles Davis lodò le sue doti musicali, mentre Navarro dichiarò come sia stato profondamente influenzato dall'artista. Negli anni cinquanta, McGhee divenne tossicodipendente e, questo, segnò anche il declino della sua attività musicale. McGhee morì il 17 luglio 1987 all'età di 69 anni.

## Stile
McGhee riusciva a riprodurre un suono ottonato con un vibrato ampio e a realizzare una notevole velocità di esecuzione.

## Discografia

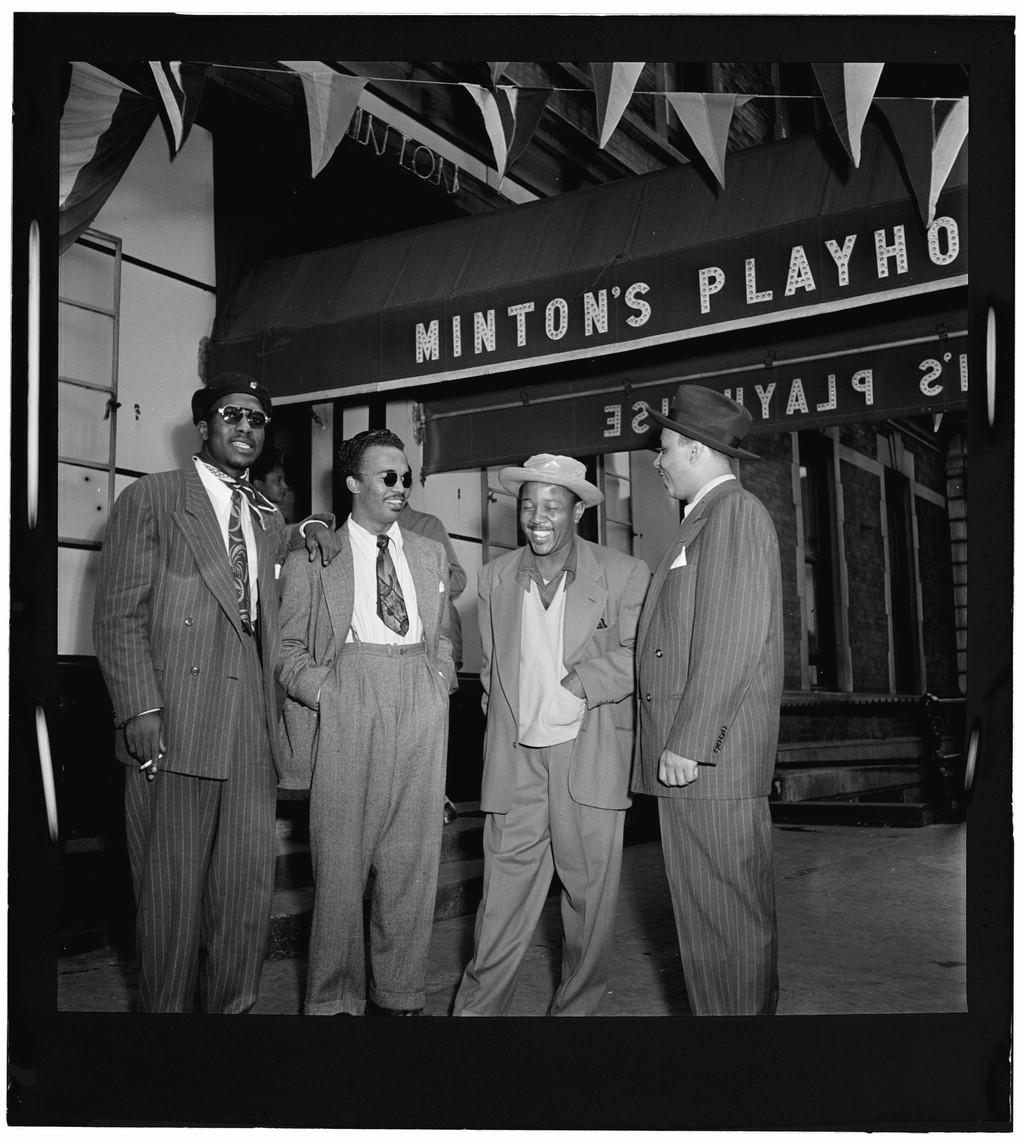
Da sinistra: Thelonious Monk, Howard McGhee, Roy Eldridge, Teddy Hill, Minton's Playhouse, New York, settembre del 1947

### Come artista principale
- 1946–47 - Trumpet at Tempo
- 1948 - Howard McGhee and Milt Jackson
- 1950 - Howard McGhee, Vol. 1 con Fats Navarro
- 1951 - Night Music
- 1952 - Jazz South Pacific con J.J. Johnson, Oscar Pettiford
- 1953 - Howard McGhee, Vol. 2 con Gigi Gryce
- 1955 - The Return of Howard McGhee
- 1956 - Life Is Just a Bowl of Cherries
- 1960 - Dusty Blue
- 1960 - Music from the Connection
- 1961 - Together Again!!!! con Teddy Edwards
- 1961 - Maggie's Back in Town!!
- 1961 - The Sharp Edge
- 1962 - Nobody Knows You When You're Down and Out
- 1963 - House Warmin'! (Argo) originariamente pubblicato nel 1962 con la Winley Records con il titolo Nothin' But Soul con Gene Ammons.
- 1976 - Here Comes Freddy con Illinois Jacquet
- 1976 - Just Be There con Horace Parlan e Kenny Clarke
- 1977 - Cookin' Time
- 1978 - Live at Emerson's
- 1978 - Jazz Brothers con Charlie Rouse
- 1978 - Home Run con Benny Bailey
- 1979 - Young at Heart con Teddy Edwards
- 1979 - Wise in Time con Teddy Edwards